# شوربة هرقمة
الهرقمة هي حساء أو يخنة تُحضّر باستخدام لحم الغنم. وهي شائعة في منطقة المغرب العربي في شمال إفريقيا. غالبًا ما يتم تناول الهرقمة خلال شهر رمضان، كوجبة لكسر الصيام بعد غروب الشمس. أحيانًا تُستخدم أقدام الغنم كمكوّن في الطبق. وقد اقتُرح أن أصل الهرقمة يعود إلى العصور الوسطى.